# Älgsjön (Oppeby socken, Östergötland)
Älgsjön är en sjö i Kinda kommun i Östergötland och ingår i Motala ströms huvudavrinningsområde. Sjön har en area på 0,61 kvadratkilometer och ligger 136,8 meter över havet.
Vid Älgsjön ligger byarna Älgsboda och Nybygget. Norr om gården Nybygget ligger grottan Rövarekulan, knuten till en sägen om en fäbodflicka som Vånga, som blev bortrövad av rövarna. Med ärtor märkte hon ut vägen till grottan så att Vångaborna kunde ta sig dit och rädda henne.

## Delavrinningsområde
Älgsjön ingår i det delavrinningsområde (644371-149907) som SMHI kallar för Utloppet av Ämmern. Medelhöjden är 121 meter över havet och ytan är 73,91 kvadratkilometer. Räknas de 7 avrinningsområdena uppströms in blir den ackumulerade arean 185,43 kvadratkilometer. Vattendraget som avvattnar avrinningsområdet har biflödesordning 3, vilket innebär att vattnet flödar genom totalt 3 vattendrag innan det når havet efter 129 kilometer. Avrinningsområdet består mestadels av skog (58 procent) och jordbruk (19 procent). Avrinningsområdet har 10,2 kvadratkilometer vattenytor vilket ger det en sjöprocent på 13,8 procent.